# Jizan
Jizan (in arabo جيزان‎?, Jīzān), o Jizan (in arabo جازان‎?, Jāzān), è la capitale della provincia di Jizan, nel sud-ovest dell'Arabia Saudita.
Jizan è situata sulla costa del Mar Rosso e serve il vasto interno di grande importanza per la produzione agricola e pastorale. Con il suo porto collega la principale isola dell'arcipelago delle Isole Farasan che stanno diventando un importante polo di attrazione turistica grazie alle loro spettacolari barriere coralline distribuite nelle varie centinaia di isole deserte.
La sua popolazione calcolata in base all'ultimo censimento del 2004 è di 100 694 abitanti. È famosa per la produzione di frutti tropicali di ottima qualità come mango, datteri, fichi e papaya.

## Etnografia
Gli abitanti di Jizan sono il risultato dell'incontro tra elementi arabi e africani, in particolare di somali ma anche di eritrei.

L'Islam è la religione prevalente, nella sua accezione sunnita.

## Infrastrutture e trasporti
Jizan è servita dall'Aeroporto di Jizan-Re Abd Allah bin Abd al-Aziz, che sorge nei pressi dell'abitato.